# Кіш (житло)
Кіш (башк. кош, koš) — літня повстяна башкирська кибитка XIX століття.
У коші башкири переселялись весною, з настанням теплої пори року. Башкирські коші розташовувалися в степу у вигляді таборів. Ціль проживання в кошах — нагляд за худобою на полях, вирубка дерев, сінокіс.
Коші виготовлялись з дерев'яних решіток, обтягнутих повстю. Зверху коша є вихід для диму. Посередині коша знаходиться вогнище для приготування їжі. 
У кошах жили переважно багаті башкири. Бідні башкири жили в яласиках, киуишах.